# Harrodsburg
Harrodsburg är en stad i Mercer County i delstaten Kentucky, USA. År 2000 hade staden 8 014 invånare. Den har enligt United States Census Bureau en area på 13,8 km², allt är land. Harrodsburg är administrativ huvudort (county seat) i Mercer County.